# Emma Balmer
Emma Balmer, geboren Emma Aemmer, (Matten bei Interlaken, 21 augustus 1884 - Utzenstorf, 18 oktober 1964) was een Zwitserse lerares, schrijfster en dichteres.

## Biografie
Emma Balmer werd geboren als dochter van Johann Aemmer, een landbouwer en mecanicien. In 1910 huwde ze Adolf Balmer, een leraar. Na haar schooltijd in Bern was ze van 1903 tot 1910 lerares in Mistelberg nabij Wynigen en van 1913 tot 1939 in Utzenstorf. In 1907 verbleef ze enkele maanden in Italië. Ze schreef talloze gelegenheidsgedichten, maar ook radioverhalen in het Bernse dialect voor kinderen, die in de jaren 1950 werden uitgezonden op Radio Bern. Daarnaast schreef ze drie toneelstukken, namelijk Bänz u Bethli in 1947, D'Frou Summer suecht es Meitschi rond 1948 en Urs und Agathe in 1960.